# Aktor. Komediodrama
Aktor – tragikomedia Cypriana Kamila Norwida w trzech aktach z 1867 roku.

## Okoliczności powstania utworu

### I wersja
Norwid zaczął pisać Aktora w 1862, tuż po zakończeniu dziewiątej sceny Palmyry, którą ostatecznie zarzucił. Pierwsza wersja dramatu, która ocalała tylko we fragmentach, była o połowę krótsza od wersji drugiej, zasadniczy przebieg sztuki był podobny i występowały w niej niemal wszystkie postaci znane z Aktora II, poza księciem Filemonem i Felcią Bizońską. Norwid ukończył pracę nad sztuką pod koniec 1862 lub na początku 1863, tuż przed wybuchem powstania styczniowego, które przekreśliło szanse na wystawienie komedii na którejś ze scen krajowych. Dopiero 7 marca 1864 roku zwrócił się więc do warszawskiej Dyrekcji Teatrów i Widowisk z propozycją wystawienia Aktora. Po zachęcającej odpowiedzi dyrektora Aleksandra Haukego z końca marca i przesłaniu rękopisu, otrzymał jednak odpowiedź odmowną. Wkrótce po otrzymaniu odmowy zwrócił się do dyrektora teatru lwowskiego, Adama Miłaszewskiego. I znowu po początkowych zachętach sprawa spełzła na niczym. Rękopis odebrał dopiero w 1866, posłużył mu on wówczas  do sporządzenia nowej wersji utworu. 

### II wersja
Znany obecnie tekst utworu to druga rozszerzona wersja tekstu z 1867 roku. Norwid pisał ją w oparciu o tekst pierwotny i niszczył kart już wykorzystane. W efekcie z pierwotnego tekstu zostało tylko to, co autorowi było jeszcze potrzebne do dalszej pracy w chwili, gdy ją przerwał. Pierwsza wersja obejmowała około 1000 wersów, druga ma ich 1696 i 68 wersów Epodu. Największej rozbudowie uległ niedokończony akt III (701 wersów), do którego trafiło zapewne wiele z epizodów z wcześniejszego aktu II, a być może i I. Norwid zabrał się do pracy najwcześniej w lutym 1867, skoro Nicka wspomina w tekście byłą epidemię cholery, która trwała do końca stycznia. Natomiast 17 października zwrócił się do Władysława Mickiewicza z propozycją ogłoszenia Aktora w wydawanej przez niego miniaturowej Bibliotece Ludowej Polskiej, nieświadom niechęci, jaką żywił do niego wydawca. Odpowiedź musiała być odmowna, bo poeta włożył rękopis do szuflady nie pisząc już zapowiedzianego wstępu i nie kończąc aktu III. Pozostały niedokończone sceny pierwsza i druga i wymagający przeróbki dawny Epod (między innymi retuszu wymagała zmiana nazwiska Pszonksona na Pszonk-Kina, lub zastąpienie go imieniem Gotard).
W 1868 rękopis powędrował do Ludwika Nabielaka, od Nabielaka wypożyczył go na krótki czas Karol Ruprecht. Ostatnią za życia poety czytelniczką tragikomedii była pod koniec 1869 Zofia Węgierska, której Norwid pożyczył ją wraz z Vade-mecum. Późniejsze starania poety opublikowania utworu podejmowane w 1869 – u Kazimierza Władysława Wójcickiego, w 1871 – u Jadwigi Łuszczewskiej i w 1878 – u Augusta Cieszkowskiego, nie przyniosły rezultatu. Rękopis utworu został przekazany przez Wacława Gasztowtta Zenonowi Przesmyckiemu. Utwór został opublikowany w 1937 w 4 tomie Wszystkich pism po dziś w całości lub fragmentach odszukanych.

## Tytuł
Tytuł komedii odnosi się do dwóch postaci: zubożałego magnata, który podejmuje się tak pogardzanej w jego sferze profesji aktora i zawodowego aktora, który odegrał wobec swego przyjaciela rolę mecenasa i protektora, a więc zasadniczo rolę pełnioną wówczas głównie przez arystokrację.

## Osoby
- hrabia Jerzy – właściciel zamku Sfinks i willi pod stolicą
- Hrabina – jego matka
- Eliza – jego siostra
- książę Filemon[b] – jego przyjaciel
- Werner – były guwerner, szkolny kolega hrabiego Jerzego
- Gotard Pszonk-Kin[c] – sławny aktor, szkolny kolega hrabiego Jerzego
- baron Erazm Potomski – narzeczony Elizy
- Olimpia – aktorka
- Nicka – modystka
- Faustyn Bizoński – właściciel hotelu Pod Jeleniem
- Felcia – jego córka
- Maurycy – lokaj hrabiego Jerzego
- Kacper – posłaniec
- Chłopiec kawiarniany, sklepowy, hotelowy
- Sąsiad Bizońskiego
- Kucharz Bizońskiego
- Żebrak
- Przechodzień
- Bywalcy kawiarni

Rzecz dzieje się w XIX wieku w Galicji. Stolicą jest zapewne Lwów.

## Treść

### Akt I

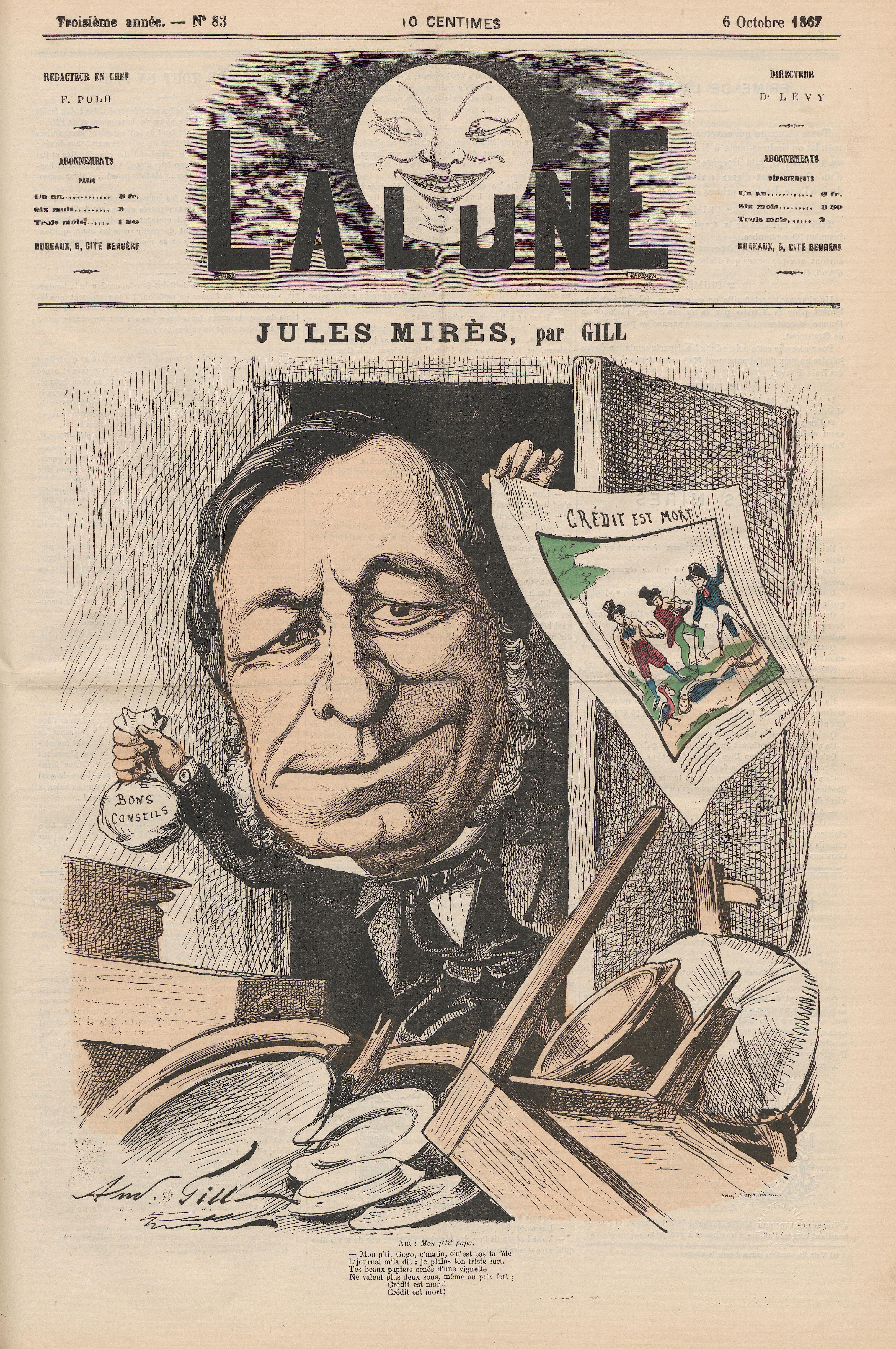
Karykatura Julesa Mirèsa, którego bankructwo stało się wzorem bankructwa Glückschnellów.

Hrabia Jerzy jest świadkiem jak aktorka Olimpia zamówiwszy jedzenie orientuje się, że zgubiła portfel. Udaje, że potrącił jej stolik i ofiaruje się zapłacić. Olimpia jednak odzyskuje portfel i zbywa go. Do kawiarni wpada przyjaciel Jerzego, książę Filemon. Zjawia się po wielogodzinnej podróży z Drezna z informacją, że w związku z bankructwem Glückschnellów stracili wszystko. Filemon oświadczył się po drodze wdowie Danielowej. Jerzy jest przygnębiony koniecznością sprzedaży zamku, lecz bardziej martwi się perspektywami matrymonialnymi siostry, a najbardziej zdrowiem matki. Filemon zostawia mu rewolwer, który kupił przy okazji.
Felcia zabiera pozostawiony rewolwer. Erazm Potomski, podejmuje przerwaną rozmowę z guwernerem Wernerem, który wygrał na loterii fortunę, ale skarży się, że gdy próbował odwiedzać domy, w których dawniej uczył, okazało się, że zdobyte przez niego pieniądze stanęły między nimi. Erazm, który właśnie dostał list od narzeczonej, Elizy, martwi się, że bankructwo Glückschnellów zrujnowało też pewną damę, a jej brata hrabiego Jerzego odsądza od czci. Radzi Wernerowi mieć twarde serce.
Werner ubolewa nad światem i stwardnieniem jego serca. Chłopiec z kawiarni oferuje mu rewolwer. Werner z wielką estymą wita słynnego aktora Gotarda Pszonk-Kina. Ten zrobił sobie przerwę od grania i ogląda świat: więzienia, pola bitwy, miasta i wsie. Był ostatnio na dożynkach. Wiele zdarzyło mu się nauczyć od piosnki gminnej, gdzie jest niewinność i naiwność, a nie ma forteli, reform ekonomicznych i Glückschnellów. Aktor orientuje się, że na tym bankructwie bardzo źle wyszli hrabia Jerzy z rodziną.

### Akt II
Hrabia Jerzy nakłonił mamę i siostrę do przeprowadzki do willi pod stolicą, rzekomo dla wygody. Pilnuje, by żadne pismo z informacją o bankructwie nie wpadło w ręce kobiet. Bagatelizuje podejrzane wyrażenia w ostatnim liście z Drezna narzeczonego Elizy, Erazma. Czuje się zmęczony, żałuje, że zostawił rewolwer w kawiarni. Aktor Pszonk-Kin, powołując się na dawną znajomość, prosi listownie o pozwolenie na zwiedzenie zamku. Hrabina nie chcąc się pospolitować oddala się. W czasie rozmowy z Jerzym Pszonk-Kin odkrywa, że jego rozmówca gra, napomyka więc o bankructwie Glückschnellów i bada jego reakcję. Upewniwszy się w sytuacji, proponuje, że przejmie jego rolę wobec dam, a jemu pozwoli zając się swoimi sprawami. Umawia się z nim na spotkanie w zajeździe. Ubolewa, że ludzie, którzy mogliby coś zmienić, żyją pogrążeni w żałobie. Po odejściu Jerzego odgrywa wobec hrabiny i Elizy rolę barona Szychwica, finansisty. Opowiada Elizie historię starań o rękę Infantki, w wyniku których odrzucony konkurent rzucił podejrzenie o bankructwo na domy dające rękojmię Infantce, a drugi wyjechał. W wyniku jego postępku zachwiała się sytuacja finansowa domu Glückschnellów, Szychwiców i wielu innych. Eliza jest pod urokiem barona. Przygnębiona egoizmem mężczyzn, marzy o prostym, wiejskim życiu.
Tymczasem Kacper przynosi list od Wernera, opatrzony zabawnym wierszykiem, który zapowiada jego przybycie. Zjawia się modystka Kicka, która przygotowuje wyprawę dla Elizy i zapewnia ją, że Werner jest obecnie bardzo wartościowym starającym się. Eliza martwi się, że Erazm tak się opóźnia. Przybywa Werner i widzi swój list porzucony i podeptany. Czuje się boleśnie zraniony. Nicka wstawia się za Elizą. Powracająca hrabianka prosi Wernera, by uspokoił robotników w ogrodzie, bo hrabina źle się czuje. Eliza rozmyśla nad pierwszeństwem serca w życiu, gdy jest dobre. Hrabina zjawia się, przeglądnąć towary Nickiej i zmęczona zasypia. Zjawia się Erazm i załamuje ręce nad ruiną Glückschnellów. Eliza w swej prostocie nie przywiązuje wagi do strat, jakie poniosła Infantka. Rozmowa budzi hrabinę. Erazm wyjaśnia obu paniom, że ich zamek przepadł, a być może i willa. Hrabina mdleje. Erazm usuwa się na stronę. Zjawia się Werner i próbuje opowiedzieć, jak dzięki portfelowi ze srebrem, który dostał od hrabiny wygrał na loterii majątek, ale Eliza go nie słucha, woła doktora. Erazm nie czuje się winny, nawet jeśli by hrabina miała skonać. Nicka, uświadomiwszy sobie bankructwo hrabiostwa, wycofuje się ze swymi kuframi.

### Akt III
Faustyn Bizoński siedząc przy flaszy wygłasza pochwałę śliwowicy. Jerzy czekając na Gotarda Pszonk-Kina, zaczyna przeglądać jego książki. Niektóre z dramatów Szekspira zna na pamięć. Zaczyna deklamować z pamięci monolog Hamleta: Być albo nie być. Zjawia się Gotard. Chwali interpretację hrabiego, ale radzi ujść przed dłużnikami. Razem odchodzą. Felcia przynosi ojcu z okazji imienin prezent od mamy – szelki, a od siebie rewolwer, który zachwyca dawnego wojaka. Nicka przynosi wieść o złym samopoczuciu hrabiny. O jej sytuacji finansowej karczmarz już wie. Z kolei Nicka, chwali gust Felci, która owinęła sobie barona Erazma wokół paluszka i dostaje teraz od niego bogate prezenty. Faustyn mętnym pijackim wywodem pozbywa się natręta wypytującego o hrabiego Jerzego, po czym wdaje się w rozmowę z jego służącym, który chroni tajemnicy swego pana (tu następuje luka w tekście).
Eliza i Werner rozmawiają w willi ogołoconej z obrazów i mebli. Wener kupił dom, ziemię i sporo sprzętów, w części jednak ubiegli go inni licytujący. O Jerzym nic nie wiadomo. Eliza rozmyśla co tak naprawdę w życiu jest serio. Wener rozumie ją, dopóki jako poeta nikomu nie przyklaskiwał był ignorowany, teraz, gdy kupił zamek, wszyscy zwracają się doń – baronie von Werner. Eliza nie wie czy nadal jest narzeczoną Erazma. Werner zapewnia ją, że młode kobiety nie są w sytuacji wyboru męża bezradne. Jakaś trzecia istność wkłada tam swą rękę i przez nastręczający się traf, nagłe wydarzenie, okazuje serce sercu w momencie podejmowania decyzji. Pojawia się hrabina, która widzi zdjęte ze ściany portrety. Prosi o otwarcie Biblii na los. Eliza otwiera na Księdze Hioba. Wpada zaaferowana Nicka z wiadomością. Po drodze opowiada o tym że baron Erazm obsypuje błyskotkami Felcię Bizońską. Eliza uznaje to za znak, o którym wcześniej mówił Werner. To znów nawraca do wyprawy ślubnej Elizy, na której poniosła stratę. Werner obiecuje ją od niej odkupić za zgodą Elizy. Wreszcie Nicka wyjawia, że była świadkiem sceny, w której hrabia Jerzy umawiał się na randkę z aktorką Olimpią. Pała oburzeniem. Wie gdzie to się ma odbyć. I jest gotowa zaprowadzić tam jego krewnych, żeby go ukarać. Hrabinie miesza się umysł. Widzi krzyż, tam gdzie są gwoździe w ścianie i tłumaczy sobie, że muszą być gwoździe, bo Chrystus zmartwychwstał. Oddala się ze służącym.
Hrabia Jerzy czeka niecierpliwie w kawiarni na spotkanie. Maurycy przynosi mu wieści z domu. Hrabia prosi, by nadal utrzymywał przedsięwzięcie w tajemnicy. Pozdrawia Olimpię i odchodzi ze sługą. Olimpia wspomina, że tu właśnie poznała Jerzego. Erazm wdzięczy się do Felci i obiecuje je nowy klejnot. Kolejni zainteresowani pytają u Felci o bilety na wieczorne przedstawienie. Erazm zżyma się na ten szał wokół aktora. Twierdzi, że potrzeba ludzi którzy robią pieniądze, a nie takich których się nimi obsypuje. Olimpia wychodząc robi przymówkę do kapeluszników, dla których brakuje głów. Erazm zrozumiawszy, że to do niego, postanawia nie iść na przedstawienie mimo kupienia biletu. Książę Filemon śmieje się z takiego zacietrzewienia, które nie chce uznać cudzej sławy. Pojawia się wiadomość, że Pszonk-Kin zachorował i zamieszanie wokół przedstawienia. Oklaski publiczności sygnalizują początek spektaklu. (Tu rękopis urywa się).

### Epod
Hrabia Jerzy nie ma siły dokończyć roli, lecz zmotywowany przez dyrektora Pszonk-Kina powraca na scenę. Kasjer relacjonuje jak informacja o zmianie odtwórcy głównej roli na afiszach omal nie doprowadziła do zwrotu biletów. Grzmiące brawa kończą spektakl. Pszonk-Kin każe wyłożyć wpływy ze spektaklu na stole wraz ze skryptem i pierścieniem hrabiego. Zjawiają się Nicka, Erazm i Hrabina, by przyłapać hrabiego na schadzce. Hrabia schodzi ze sceny, widzi stół ze złotem i pada na kolana. Matka pojmuje, że się modli. Właśnie zaczął spłacać dług.

## Recepcja utworu
Kazimierz Wyka (1952) widział w utworze trafne ukazanie narastających procesów społeczno-gospodarczych: upadku fortun feudalnych, władzy pieniądza i powodzenia gospodarczego. Stanisław Treugutt (1960) chwalił autora za pogłębienia opozycji pomiędzy sztuką a życiem. Jego bohater źle grający w życiu swą rolę, przemienia się na scenie w Hamleta. Swoje codzienne bóle (ruina finansowa, choroba matki, troska o honor siostry, upadek prestiżu) ubiera w kostium bohatera tragicznego. Zofia Karczewska-Markiewicz (1960) uznawała sztukę za komentarz do genealogii polskiej inteligencji. Kazimierz Braun (1965) uważał, że jest to sztuka o ciągłym aktorstwie ludzi wobec siebie, o nieustannej grze w stosunkach międzyludzkich. Jego zdaniem Norwid podejmuje w Aktorze problem twarzy i maski, gry przed samym sobą, trudności odnajdywania swojej tożsamości poza maskami, aż do zagubienia się i utraty tożsamości

## Aktorna scenie
| premiera             | teatr                              | reżyser         |
| -------------------- | ---------------------------------- | --------------- |
| 20 grudnia 1959      | Teatr Wybrzeże, Gdańsk             | Teresa Żukowska |
| 17 grudnia 1962      | Teatr Telewizji                    | Kazimierz Braun |
| 27 marca 1965        | Teatr im. Juliusza Osterwy, Lublin | Kazimierz Braun |
| 3 września 1965      | Teatr Telewizji                    | Kazimierz Braun |
| 12 października 1975 | Teatr Telewizji                    | Ryszard Major   |
| 26 marca 1995        | Teatr Telewizji                    | Maciej Prus     |
| 30 marca 1996        | Teatr Polskiego Radia              | Danuta Jagła    |
| 4 lutego 2012        | Teatr Narodowy, Warszawa           | Michał Zadara   |